# Transylvanina
Transylvanina es un género de foraminífero bentónico considerado un sinónimo posterior de Charltonina de la familia Osangulariidae, de la superfamilia Chilostomelloidea, del suborden Rotaliina y del orden Rotaliida. Su especie tipo era Transylvanina sigali. Su rango cronoestratigráfico abarcaba el Mioceno.

## Clasificación
Transylvanina incluía a la siguiente especie:
- Transylvanina sigali †